# Parafia Wniebowzięcia Najświętszej Maryi Panny w Samsonowie-Piechotnem
Parafia Wniebowzięcia Najświętszej Maryi Panny w Samsonowie-Piechotnem – parafia rzymskokatolicka, znajdująca się w diecezji kieleckiej, w dekanacie zagnańskim.

## Historia
Organizację parafii w Samsonowie w 1975 roku rozpoczął ks. Stanisław Świerk, wikary parafii tumlińskiej. Najpierw nabożeństwa odbywały się w niewielkiej kaplicy, a potem w wybudowanym w latach 70. XX wieku kościele. Parafia została erygowana 23 grudnia 1981 roku przez bpa Stanisława Szymeckiego, a funkcję proboszcza objął ks. Świerk. 

## Proboszczowie
- ks. kan. Stanisław Świerk (1981–2011)[2]
- ks. Zbigniew Krzyszkowski (2011–2020)
- ks. kan. Ireneusz Jakusik (od 2020)[3][4]